# TEC Hainaut
Le réseau d'autobus de la Direction territoriale Hainaut fait partie de l'Opérateur de Transport de Wallonie (ex-SRWT), qui est la société publique de transports de la Région wallonne en Belgique.
Son réseau se décompose en 108 lignes d'autobus
Le 1er mars 2018, le gouvernement Wallon a voté la fusion des 6 sociétés actuelles (SRWT et 5 société d'exploitations) au sein d'une nouvelle structure unique, l'Opérateur de Transport de Wallonie (OTW). La marque commerciale TEC, reste cependant d'application.

## Historique
Le TEC Hainaut a été fondé en 1991, lors de la régionalisation des transports en Belgique reprenant les lignes du Groupe du Hainaut de la SNCV.
Le 1er janvier 2019, la société a disparu en tant que telle à la suite du décret du 28 mars 2018 prévoyant la fusion-absorption par l'Opérateur de transport de Wallonie.
Le 1er octobre 2020 est lancé le  nouveau réseau express structurant. Ce sont pas moins de 10 lignes rapides qui sont alors lancées. Ensuite, le réseau est enrichi de 9 nouvelles lignes le 1er septembre 2021.

## Chiffres clés[7](2021)
- Nombre de voyageurs transportés sur l'année: 17 496 997
- Nombre d'employés : 838 employés (dont 566 conducteurs)
- Parc : 378 autobus (288 bus en régie et 90 chez les exploitants)
- Étendue du réseau : de Comines à Anderlues
- Aire desservie : environ 1 600 km2
- Nombre de kilomètres en charge : 21 225 898 (9 664 988 km par la régie, 5 293 009 km par des exploitants privés, 6 267 901 km par le transport scolaire)
- Nombre de communes : 49 communes
- Population desservie : ± 900 000 habitants
- Nombre de lignes : 115
- Nombre de dépôts : 8
- Chiffre d'affaires : 12 937 690 €

## Dépôts
Le TEC Hainaut est divisé en trois secteurs: Mons-Borinage, Hainaut Occidental et Centre. Ensemble, ces entités possèdent huit dépôts : à Mons, Casteau, Eugies, Roisin ; à Tournai et à Mouscron ; à La Louvière et Houdeng, 1 atelier et 4 centres d'entretien.
| Secteurs           | Dépôts      | Atelier | Centres d'entretien | Localisation                |
| ------------------ | ----------- | ------- | ------------------- | --------------------------- |
| Mons Borinage      | Mons        |         | O                   | 50° 27′ 32″ N, 3° 56′ 32″ E |
| Mons Borinage      | Casteau     |         |                     | 50° 31′ 03″ N, 4° 01′ 04″ E |
| Mons Borinage      | Eugies      | O       | O                   | 50° 23′ 41″ N, 3° 52′ 26″ E |
| Mons Borinage      | Roisin      |         |                     | 50° 19′ 47″ N, 3° 41′ 14″ E |
| Hainaut Occidental | Tournai     |         | O                   | 50° 36′ 52″ N, 3° 23′ 01″ E |
| Hainaut Occidental | Mouscron    |         |                     | 50° 44′ 10″ N, 3° 13′ 15″ E |
| Centre             | La Louvière |         | O                   | 50° 28′ 46″ N, 4° 10′ 21″ E |
| Centre             | Houdeng     |         |                     | 50° 30′ 28″ N, 4° 10′ 36″ E |

## Matériel roulant
Le parc d'autobus compte 357 véhicules soit  4 autocars, 196 autobus standards, 130 articulés, 27 minibus et midibus.
De nouveaux autobus hybride de type "Solaris Urbino" sont livrés en 2020 et 2021 en remplacement des autobus Van Hool A320 et A330 (série 37 et 38),

## Sociétés sous-traitantes
| Exploitants                   | Centre | Mons Borinage | Hainaut Occidental |
| ----------------------------- | ------ | ------------- | ------------------ |
| Cars De Winter                |        | O             |                    |
| Voyages Nicolay               | O      | O             |                    |
| Autobus Dujardin et Fils S.A. |        | O             | O                  |
| Les Autobus Geenens S.A.      |        | O             | O                  |
| Roman SPRL                    |        | O             | O                  |

### Autres sociétés de transport en commun régional
- Opérateur de transport de Wallonie (Namur)
- TEC Brabant wallon (Wavre)
- TEC Charleroi (Charleroi)
- TEC Liège-Verviers (Liège)
- TEC Namur-Luxembourg (Namur)
- De Lijn (Malines)
- STIB (Bruxelles)